# Tipula (Formotipula) argentea
Tipula (Formotipula) argentea is een tweevleugelige uit de familie langpootmuggen (Tipulidae). De soort komt voor in het Oriëntaals gebied.